# Ihor Laszczenko
Ihor Laszczenko (ur. 24 sierpnia 1993) – ukraiński lekkoatleta specjalizujący się w chodzie sportowym.
Pierwszy sukces odniósł w 2009 zdobywając brąz mistrzostw globu juniorów młodszych. 24 kwietnia 2010 wynikiem 41:10,24 ustanowił w Jałcie rekord kraju juniorów młodszych w chodzie na 10 000 metrów – po tym osiągnięciu w kolejnych miesiącach najpierw wygrał kwalifikacje kontynentalnych, a następnie zdobył złoto igrzysk olimpijskich młodzieży. W 2011 zdobył złoto (indywidualnie oraz drużynowo) podczas pucharu Europy w chodzie sportowym oraz został wicemistrzem Europy juniorów. Stawał na podium mistrzostw Ukrainy w różnych kategoriach wiekowych oraz brał udział w meczach międzypaństwowych kadetów i juniorów.

## Osiągnięcia
| Rok  | Impreza                                               | Miejsce              | Konkurencja              | Lokata      | Wynik    |
| ---- | ----------------------------------------------------- | -------------------- | ------------------------ | ----------- | -------- |
| 2009 | Puchar Europy w chodzie sportowym                     | Metz                 | chód na 10 km (juniorzy) | 7. miejsce  | 42:50    |
| 2009 | Mistrzostwa świata juniorów młodszych                 | Tyrol Południowy     | chód na 10 000 m         | 3. miejsce  | 42:01,90 |
| 2010 | Kwalifikacje Europy do igrzysk olimpijskich młodzieży | Moskwa               | chód na 10 000 m         | 1. miejsce  | 41:44,34 |
| 2010 | Igrzyska olimpijskie młodzieży                        | Singapur             | chód na 10 000 m         | 1. miejsce  | 42:43,93 |
| 2011 | Puchar Europy w chodzie sportowym                     | Olhão da Restauração | chód na 10 km (juniorzy) | 1. miejsce  | 41:26    |
| 2011 | Mistrzostwa Europy juniorów                           | Tallinn              | chód na 10 000 m         | 2. miejsce  | 41:10,43 |
| 2012 | Puchar świata w chodzie sportowym                     | Sarańsk              | chód na 20 km            | 55. miejsce | 1:26:49  |
| 2013 | Młodzieżowe mistrzostwa Europy                        | Tampere              | chód na 20 km            | 6. miejsce  | 1:26:43  |

## Rekordy życiowe
- Chód na 10 kilometrów – 40:29 (30 października 2011, Mukaczewo)
- Chód na 20 kilometrów – 1:20:01 (28 lutego 2014, Ałuszta)
- Chód na 5000 metrów (hala) – 19:45,66 (27 stycznia 2014, Zaporoże)
- Chód na 10 000 metrów (stadion) – 39:52,75 (17 maja 2013, Jałta)